# Ione thompsoni
Ione thompsoni är en kräftdjursart som beskrevs av Richardson1904. Ione thompsoni ingår i släktet Ione och familjen Bopyridae. Inga underarter finns listade i Catalogue of Life.